# 日本人のおなまえ
『日本人のおなまえ』（にっぽんじんのおなまえ）は、2017年4月6日から2022年3月17日までNHK総合で放送された教養バラエティ番組である。
レギュラー放送開始時のタイトル名は『人名探求バラエティー 日本人のおなまえっ!』（じんめいたんきゅうバラエティー にっぽんじんのおなまえっ）であったが、2021年4月1日から番組名が『日本人のおなまえ』に変更された（#レギュラー放送を参照）。
本項目では、これらの番組ならびにパイロット版についても記載する。

## 概要
名前や名字を題材に、取材VTRとスタジオパートで構成。レギュラーのほか、テーマに応じてゲスト3名が出演。出演者（VTR中含む）のテロップには原則として「名字人口」のランキングが添えられ、名字には「様」（テロップでは「サマ」）の敬称がつけられた。
名前の由来、言葉の成り立ち（言葉の音の繋がりや漢字の分解要素など）やそれらの変遷について、微に入り細を穿って掘り下げてゆき、理路整然と納得させる内容の明晰さと、世間常識レベルの知識や思い込みからは量り知り得ない到達度の深さにおいて辞書の域を超えていて、この点「ウィキペディア超え！」との評があった。
本編とは別に、番組中盤にミニコーナー「おなまえNEWS」が挿入された回もあった（レギュラーのみ出演）。

### パイロット版
2015年9月23日の19時30分 - 20時43分に『人名バラエティー 集まれ田中!』（じんめいバラエティー あつまれたなか）を放送。田中を名字に持つものがスタジオに多数集まり、田中以外の名字の人間と魅力を追跡していた。司会は爆笑問題の田中裕二と田中みな実。
その1年後、2016年8月25日の19時30分 - 20時43分に『人名探究バラエティー 古舘伊知郎の日本人のおなまえっ!』（じんめいたんきゅうバラエティー ふるたちいちろうのにっぽんじんのおなまえっ）が放送された。司会は古舘伊知郎と桑子真帆が担当。
古舘は2016年3月31日までメインキャスターを務めたテレビ朝日系列の報道番組『報道ステーション』を降板して以来、初の司会番組となった。また、古舘はこの時点でレギュラー化に意欲を見せていた。
桑子は収録後、ディレクターに対し「（古舘に対し）今度もし機会があれば、必ずリベンジさせてもらう」と語ったという。
関東地区における平均視聴率は10.9%を記録した。

### レギュラー放送
2017年4月6日からタイトル名を『人名探求バラエティー 日本人のおなまえっ!』に改め、同年3月16日限りで一旦終了した『ファミリーヒストリー』に代わり、木曜日の19時30分 - 20時15分にレギュラー放送を開始した。
パイロット版で司会を務めた古舘と、赤木野々花が担当。古舘のNHKでのレギュラー番組の司会は、2000年4月2日から2003年3月30日まで放送された『新・クイズ日本人の質問』以来14年ぶりであった。
番組のテーマ曲には在日ファンクの『きみのはどう』を採用。歌詞には古舘をはじめ、いろいろな種類の名字を散りばめていた。
2018年4月12日からタイトル名を『ネーミングバラエティー 日本人のおなまえっ!』に改題し、内容も名字以外の言語の成り立ちなどにも焦点を当てる形にリニューアルした。
2019年4月4日からは後座番組『所さん!大変ですよ』と放送時間を入れ替え、19時57分 - 20時42分となり、2021年4月1日からタイトル名を『日本人のおなまえ』に簡略化した。
2022年3月26日の再放送を最後に終了した。

## 放送時間

### 本放送
| 期 間                        | 曜日 | 放送時間      | 備考     |
| ---------------------------- | ---- | ------------- | -------- |
| 2017年4月6日 - 2019年3月14日 | 木   | 19:30 - 20:15 | [ 注 1 ] |
| 2019年4月4日 - 2022年3月17日 | 木   | 19:57 - 20:42 | [ 注 1 ] |

### 再放送
| 期 間                         | 曜日 | 放送時間      | 備考     |
| ----------------------------- | ---- | ------------- | -------- |
| 2017年4月4日 - 2018年3月13日  | 火   | 0:10 - 0:55   |          |
| 2018年3月20日 - 2019年3月26日 | 火   | 0:20 - 1:05   |          |
| 2019年4月6日 - 2022年3月26日  | 土   | 10:05 - 10:50 | [ 注 2 ] |

- 東北地方では、2019年度は『ドキュメント72時間（再放送）』（10時5分 - 10時35分。『大好き♡東北 定禅寺しゃべり亭』の放送に伴う振替放送）ならびに『有吉のお金発見 突撃!カネオくん（再放送）』（10時35分 - 11時5分）[25]、2020年度からは『被災地からの声』（10時5分 - 10時30分。2021年度に番組名を『被災地からの声 つぎの一歩』に変更）ならびに『東北ココから（再放送）』（10時30分 - 11時）に割り当てたため、再放送なし[26]。

## 出演者
※2015年9月23日のパイロット版『人名バラエティー 集まれ田中!』の出演者は除く。
| 役 割                | 出 演 者     | 読 み 方           | 名字人口 | 備 考                                            |
| -------------------- | ------------ | ------------------ | -------- | ------------------------------------------------ |
| 司 会                | 古舘伊知郎   | ふるたち・いちろう | 8094位   | フリーアナウンサー                               |
| 司 会                | 赤木野々花   | あかき・ののか     | 752位    | 東京アナウンス室                                 |
| 司 会                | 桑子真帆     | くわこ・まほ       |          | 東京アナウンス室 ※パイロット版のみ出演           |
| レギュラー           | 澤部佑       | さわべ・ゆう       | 6641位   | ハライチ                                         |
| レギュラー           | 宮崎美子     | みやざき・よしこ   | 67位     |                                                  |
| レギュラー           | 森岡浩       | もりおか・ひろし   | 479位    | 名字研究家                                       |
| レギュラーレポーター | 安藤なつ     | あんどう・なつ     |          | メイプル超合金 「日本人のあだ名旅」コーナー担当  |
| レギュラーレポーター | カズレーザー | カズレーザー       |          | メイプル超合金 「日本人のあだ名旅」コーナー担当  |
| ナレーター           | 里村奈美     | さとむら・なみ     | 3367位   |                                                  |
| ナレーター           | 河合紗希子   | かわい・さきこ     | 223位    |                                                  |
| ナレーター           | 野沢雅子     | のざわ・まさこ     | 384位    |                                                  |
| ナレーター           | 笹原宏之     | ささはら・ひろゆき |          | 日本語学者・早稲田大学教授 ※パイロット版のみ出演 |

## 放送リスト

### 2017年度
| 回数 | 放送日   | 名前・名字                                                           | 出演者                                  | ゲスト |
| ---- | -------- | -------------------------------------------------------------------- | --------------------------------------- | --- |
| 1    | 4月6日   | さいとう（名字人口〈以下省略〉:15位）                                | 澤部佑、宮崎美子、森岡浩                | 斎藤司（トレンディエンジェル）、斉藤慶子、鈴木奈々                                                                               |
| 2    | 4月13日  | 山田（12位）                                                         | 澤部佑、宮崎美子、森岡浩                | 山田菜々、山田五郎、山田まりや、財前直見（4897位）                                                                               |
| 3    | 4月20日  | ○子                                                                  | 澤部佑、宮崎美子、有村架純（983位）     | 黒沢かずこ（森三中・336位）、小倉優子（233位）、岡田惠和(VTR出演・33位)                                                          |
| 4    | 4月27日  | フシギな読み方名字（長谷川、東海林、薬袋、八月一日など）             | 澤部佑、宮崎美子、森岡浩                | 清水圭（20位）、五月女ケイ子（3043位）、仁科亜季子（1533位）クマムシ(VTR出演)、東海林のり子(VTR出演)                             |
| 5    | 5月11日  | 高橋（3位）                                                          | 澤部佑、森岡浩、佐藤仁美（1位）         | 高橋愛、高橋克典、高橋メアリージュン                                                                                             |
| 6    | 5月18日  | 太郎                                                                 | 澤部佑、森岡浩、佐藤仁美（1位）         | 志垣太郎（5626位）、本村健太郎（853位）、玉袋筋太郎（浅草キッド・1万位圏外）、古坂大魔王（1万位圏外）、ウルトラマンタロウ        |
| 7    | 5月25日  | 佐藤                                                                 | 澤部佑、宮崎美子、森岡浩                | 春香クリスティーン、パンチ佐藤、佐藤仁美、さとう珠緒（VTR出演）                                                                  |
| 8    | 6月1日   | あべ（23位）                                                         | 澤部佑、宮崎美子、森岡浩                | あべ静江、阿部祐二、阿部マリア、あべこうじ（VTR出演）                                                                            |
| 9    | 6月8日   | レア名字                                                             | 澤部佑、宮崎美子、森岡浩                | 蛭子能収（5217位）、光浦靖子（オアシズ・約35000位）、鰻和弘（銀シャリ）（ランキング不明）                                        |
| 10   | 6月15日  | 上中下                                                               | 澤部佑、宮崎美子、森岡浩、清水克行      | 井上和香（17位）、田中みな実（4位）、山下真司（26位）                                                                            |
| 11   | 6月22日  | 都道府県名字                                                         | 澤部佑、宮崎美子、森岡浩                | 山口良一（14位）、千葉真子（85位）、椿鬼奴                                                                                       |
| 12   | 6月29日  | 色のつく名字                                                         | 澤部佑、宮崎美子、森岡浩                | 目黒祐樹（759位）、青木さやか（41位）、白鳥久美子（たんぽぽ・919位）                                                             |
| 13   | 7月6日   | 藤のつく名字                                                         | 澤部佑、宮崎美子、森岡浩                | 加藤諒（10位）、内藤大助（165位）、藤原喜明（58位）                                                                              |
| 14   | 7月13日  | 動物名字                                                             | 澤部佑、宮崎美子、森岡浩                | 蟹江一平（2728位）、熊切あさ美（5194位）、馬場園梓（アジアン・8397位）                                                           |
| 15   | 7月20日  | 沖縄・前編                                                           | 澤部佑、宮崎美子、田名真之（1万位圏外） | 具志堅用高（2110位）、天久美奈子（MAX MINA・6607位）、川田広樹（ガレッジセール・327位）、照屋年之（ガレッジセール ゴリ・1397位） |
| 16   | 7月27日  | 沖縄・後編                                                           | 澤部佑、宮崎美子、田名真之（1万位圏外） | 具志堅用高（2110位）、天久美奈子（MAX MINA・6607位）、川田広樹（ガレッジセール・327位）、照屋年之（ガレッジセール ゴリ・1397位） |
| 17   | 8月24日  | 日本人のペットのおなまえ                                             | 澤部佑、宮崎美子、仁科邦男              | 高橋みなみ、堀ちえみ（160位）、長嶋一茂（1205位）                                                                                |
| 18   | 8月31日  | 強そうな名字                                                         | 澤部佑、宮崎美子、森岡浩                | 毒蝮三太夫（ランキング不明）、押切もえ（3204位）、勝村政信（3124位）                                                             |
| 19   | 9月7日   | 部のつく名字                                                         | 澤部佑、宮崎美子、森岡浩                | 渡部豪太（540位）、矢部美穂（636位）、安藤和津（71位）                                                                           |
| 20   | 9月21日  | 超レア名字                                                           | 澤部佑、宮崎美子、森岡浩                | 蛍原徹（雨上がり決死隊）（ランキング不明）、本仮屋ユイカ（ランキング不明）、鰻和弘（銀シャリ）                                   |
| 21   | 9月28日  | 人気No.1の名前                                                       | 澤部佑、宮崎美子、森岡浩                | 福田萌（44位）、はるな愛（1万位圏外）、嶋大輔（1568位）                                                                          |
| 22   | 10月5日  | みんなのギモンを調べます!第1弾                                       | 澤部佑、宮崎美子、森岡浩                | 高田延彦（2953位）、紅蘭（2953位）、児嶋一哉（アンジャッシュ・4052位）                                                           |
| 23   | 10月12日 | 渡辺(5位)                                                            | 澤部佑、宮崎美子、森岡浩                | 渡辺正行、渡辺えり、渡辺裕太 |
| 24   | 10月19日 | みんなのギモンを調べます!第2弾                                       | 澤部佑、宮崎美子、森岡浩                | 荻原次晴（920位）、柴田理恵（57位）                                                                                              |
| 25   | 10月26日 | オリンピックSP                                                       | 澤部佑、宮崎美子、森岡浩                | ミッツ・マングローブ（ランキング不明）、大林素子（818位）、アニマル浜口（426位）                                                 |
| 26   | 11月2日  | みんなが好きなキャラクターの名前                                     | 澤部佑、宮崎美子、飯間浩明(6732位)      | グッチ裕三（76位）、山内鈴蘭（111位）、チャンカワイ（Wエンジン・557位）                                                          |
| 27   | 11月9日  | おいしそうな名字                                                     | 澤部佑、宮崎美子、森岡浩                | 斉藤辰夫（日本料理研究家・38位）、ギャル曽根（595位）、石塚英彦（ホンジャマカ・281位）                                           |
| 28   | 11月16日 | 数字のつく名字                                                       | 澤部佑、宮崎美子、森岡浩                | 八名信夫（1万位以下）、三田寛子（690位）、六角精児（7249位）、加藤一二三（VTR出演）                                              |
| 29   | 11月30日 | 村がつく名字                                                         | 澤部佑、宮崎美子、森岡浩、清水克行      | 有村藍里、中村玉緒（8位）、木村祐一（18位）                                                                                      |
| 30   | 12月7日  | カラダ名字（目さま、鼻さま、舌さまなど。さらに腰、爪、脇田... 等々） | 澤部佑、宮崎美子、森岡浩                | 森口博子（809位）、足立梨花（232位）、ワッキー（ペナルティ・814位）                                                              |
| 31   | 12月14日 | 東京おなまえツアー                                                   | 澤部佑、宮崎美子、森岡浩                | 大久保佳代子（オアシズ・153位）、ホラン千秋（1万位圏外）、品川祐（品川庄司・999位）                                              |
| 32   | 1月4日   | おめでたい名字                                                       | 澤部佑、宮崎美子、森岡浩                | 松尾貴史（92位）、竹内力(54位)、梅宮アンナ(5753位)                                                                               |
| 33   | 1月11日  | 「西郷どん」名字                                                     | 澤部佑、宮崎美子、森岡浩                | 沢村一樹(860位)、桜庭ななみ(1115位)、ビビる大木（350位）                                                                         |
| 34   | 1月18日  | 大阪名字                                                             | 澤部佑、宮崎美子、森岡浩                | 藤井隆（42位）、くわばたりえ(クワバタオハラ・1万位圏外)、銀シャリ(鰻：1万位圏外、橋本：25位)                                     |
| 35   | 1月25日  | 海外おなまえツアー                                                   | 澤部佑、宮崎美子、森岡浩                | フィフィ、U、マーティ・フリードマン                                                                                              |
| 36   | 2月1日   | おなまえ相談室SP第3弾                                                | 澤部佑、宮崎美子、森岡浩                | 菊地亜美（95位）、アンガールズ(田中：4位、山根：258位)                                                                           |
| 37   | 3月1日   | おなまえっ!総選挙!2018                                               | 澤部佑、宮崎美子、森岡浩                | 勅使川原郁恵(6032位)、白鳥久美子(たんぽぽ・919位)、レッド吉田(TIM・11位)                                                         |
| 38   | 3月15日  | 歴史のスターが付けた名字サマ                                         | 澤部佑、宮崎美子、森岡浩                | 高橋英樹(3位)、小日向えり(3523位)、松村邦洋(166位)、草彅剛(VTR出演・5655位)                                                      |

### 2018年度
| 回数      | 放送日   | 名前・名字                             | 出演者                                                                                    | ゲスト |
| --------- | -------- | -------------------------------------- | ----------------------------------------------------------------------------------------- | --- |
| 39        | 4月12日  | 朝ドラヒロイン おなまえのナゾ          | 松雪泰子(9370位)、滝藤賢一(1万位前後)、永野芽郁(VTR出演・433位)、森下佳子(VTR出演・248位) | |
| 40        | 4月19日  | 日本一早い出席番号を探せ!              | 藤井隆、小島瑠璃子(86位)、会一太郎(VTR出演・1万位圏外)、佐々木愛(VTR出演・13位)           | |
| 41        | 4月26日  | 10歳の悩み                             | 岡田圭右（ますだおかだ・33位）、MEGUMI                                                    | |
| 42        | 5月10日  | 元号ってどうやって決めるの?            | 澤部佑、宮崎美子、清水克行                                                                | 高橋英樹、関根麻里(246位)、我が家（VTR出演）、田原総一朗（VTR出演・412位）                                                        |
| 43        | 5月17日  | なんでダンボールっていうの?            | 澤部佑、宮崎美子、森岡浩                                                                  | マーティ・フリードマン、大島美幸（森三中・170位）                                                                                 |
| 44        | 5月24日  | 寿司!鮨!鮓!すし!SP                     | 澤部佑、宮崎美子                                                                          | 篠原ともえ(184位)、よゐこ(有野：4194位、濱口：426位)、飯野亮一                                                                    |
| 45        | 5月31日  | 将棋のおなまえ大ギモン!                | 澤部佑、宮崎美子、森岡浩                                                                  | 加藤一二三、伊藤かりん（乃木坂46・10位）、つるの剛士、杉本昌隆（VTR出演・99位）、ハブサービス（リポーター）、タケト（リポーター） |
| 46        | 6月7日   | クイズ王も読めない超難読名字           | 澤部佑、宮崎美子、森岡浩                                                                  | TKO、岡田結実、月亭方正（VTR出演）、ラサール石井（VTR出演）、三遊亭円楽（VTR出演）                                                |
| 47        | 6月14日  | ワールドカップ開幕SP                   | 澤部佑、宮崎美子、森岡浩                                                                  | パンツェッタ・ジローラモ、澤穂希                                                                                                  |
| 48        | 6月21日  | 奄美のおなまえ                         | 澤部佑、宮崎美子、森岡浩                                                                  | 井戸田潤（スピードワゴン・5128位）、光浦靖子（オアシズ・1万位以下）                                                               |
| [ 注 20 ] | 6月28日  | 村がつく名字                           | 澤部佑、宮崎美子、森岡浩、清水克行                                                        | 有村藍里、中村玉緒（8位）、木村祐一（18位）                                                                                       |
| 49        | 7月5日   | 望月はナゼ“もちづき”？                 | 澤部佑、宮崎美子、森岡浩                                                                  | 辰巳琢郎(1415位)、山田まりや(12位)                                                                                                |
| 50        | 7月12日  | 北海道のおなまえ                       | 澤部佑、宮崎美子、千石涼太郎（エッセイスト）                                              | 伊吹吾郎、菊地亜美 |
| 51        | 7月19日  | 海外のおなまえ〜タイ・パラオ           | 澤部佑、宮崎美子、森岡浩                                                                  | ダレノガレ明美、ユージ |
| 52        | 7月26日  | 甲子園のおなまえ                       | 澤部佑、宮崎美子、森岡浩                                                                  | レッド吉田（TIM）、井森美幸 |
| 53        | 8月16日  | いきもののおなまえ夏SP                 | 澤部佑、宮崎美子                                                                          | 勝村政信、鈴木梨央、寺田心、柴田英嗣（アンタッチャブル)（VTR出演）、小林星蘭（VTR出演）                                           |
| 54        | 9月13日  | 船の○○丸の謎                           | 澤部佑、宮崎美子、森岡浩                                                                  | アンガールズ、榊原郁恵 |
| 55        | 9月20日  | 身近な病名の由来は？                   | 澤部佑、宮崎美子                                                                          | DJ KOO、馬場園梓、西川史子 |
| 56        | 9月27日  | 東京おなまえツアー～下町～             | 澤部佑、宮崎美子、森岡浩                                                                  | ビビる大木、増田有華 |
| 57        | 10月4日  | 名乗りづらい名字                       | 澤部佑、宮崎美子、森岡浩                                                                  | IMALU、岡田圭右 |
| 58        | 10月11日 | 鮪!鮭!魚偏漢字の謎                     | 澤部佑、宮崎美子、森岡浩                                                                  | 鈴木拓、つるの剛士 |
| 59        | 10月18日 | フシギな料理のお名前                   | 澤部佑、宮崎美子                                                                          | 彦摩呂、平野レミ |
| 60        | 10月25日 | 「まんぷく」高度経済成長期のおなまえ   | 澤部佑、宮崎美子                                                                          | 池田美優、具志堅用高、瀬戸康史、岸井ゆきの                                                                                        |
| 61        | 11月8日  | スポーツのおなまえSP                   | 澤部佑、宮崎美子、森岡浩                                                                  | 足立梨花、松村邦洋 |
| 62        | 11月15日 | 法隆寺さんより薬師寺さんが多い謎       | 澤部佑、宮崎美子、森岡浩                                                                  | 古坂大魔王、薬師寺保栄、若槻千夏                                                                                                  |
| 63        | 11月22日 | 京都お名前修学旅行 清水寺・花街のナゾ  | 澤部佑、宮崎美子                                                                          | 清水克行、岡田圭右 |
| 64        | 11月29日 | 京都SP みやびな名字                    | 澤部佑、宮崎美子、森岡浩                                                                  | 岡田圭右 |
| 65        | 12月6日  | 京都お名前修学旅行 銀閣寺の謎          | 澤部佑、宮崎美子                                                                          | 岡田圭右 |
| 66        | 12月13日 | 大掃除直前！おそうじグッズお名前       | 澤部佑、宮崎美子、森岡浩                                                                  | 村上知子、ウド鈴木、井田典子 |
| 67        | 1月1日   | 家康ってスゴイ！本当のお正月がわかるSP | 澤部佑、宮崎美子                                                                          | 佐々木蔵之介、生瀬勝久、優香、千葉雄大、岡田圭右                                                                                  |
| 68        | 1月10日  | ダジャレネーム                         | 澤部佑、宮崎美子                                                                          | 齋藤孝滋、岡田圭右、河北麻友子 |
| 69        | 1月17日  | 大河ドラマのおなまえ                   | 澤部佑、宮崎美子、森岡浩                                                                  | 中尾彬、ビビる大木 |
| 70        | 1月24日  | いま知りたい！旬のおなまえ             | 澤部佑、宮崎美子、森岡浩                                                                  | 井森美幸、バイきんぐ、又吉直樹 |
| 71        | 1月31日  | 鍋料理おなまえ                         | 澤部佑、宮崎美子、森岡浩                                                                  | ココリコ、藤田ニコル |
| 72        | 2月7日   | おなまえっ！ミステリー                 | 澤部佑、宮崎美子、森岡浩                                                                  | 岩尾望、唐橋ユミ |
| 73        | 2月14日  | 愛があふれる名前SP                     | 澤部佑、宮崎美子、森岡浩                                                                  | ノッチ、佐藤友美 |
| 74        | 2月21日  | レア名字の謎SP                         | 澤部佑、宮崎美子、森岡浩                                                                  | 坂下千里子、田中直樹、室井滋 |
| 75        | 2月28日  | あなたの名字は何時代？                 | 澤部佑、宮崎美子、森岡浩                                                                  | 遠藤章造、児嶋一哉、壇蜜、村井美樹                                                                                                |
| 76        | 3月7日   | 昔話のおなまえ                         | 澤部佑、宮崎美子、森岡浩                                                                  | MEGUMI、りゅうちぇる |
| 77        | 3月14日  | 桜と花見のおなまえ                     | 澤部佑、宮崎美子、森岡浩                                                                  | 久本雅美、ロッチ |

### 2019年度
| 回数      | 放送日   | 名前・名字                                                | 出演者                                     | ゲスト                                                                                                | 備考                                                                                 |
| --------- | -------- | --------------------------------------------------------- | ------------------------------------------ | --- | ------------------------------------------------------------------------------------ |
| 78        | 4月4日   | ナゼこのおなまえ？学校編                                  | 澤部佑、宮崎美子                           | 武井壮、若槻千夏                                                                                      |                                                                                      |
| 79        | 4月11日  | おなまえの悩み解決SP                                      | 澤部佑、宮崎美子                           | 山田五郎、中川翔子                                                                                    | 【解説】森岡浩                                                                       |
| 80        | 4月18日  | お名前ミステリー・食べ物名字半島                          | 澤部佑、宮崎美子                           | ウド鈴木、河北麻友子                                                                                  |                                                                                      |
| 81        | 4月25日  | 大型連休のおなまえ                                        | 澤部佑、宮崎美子                           | 渡辺徹、高山一実                                                                                      | 【解説】関沢まゆみ                                                                   |
| 82        | 5月9日   | 相撲が国技と呼ばれるワケ                                  | 澤部佑、宮崎美子                           | 松村邦洋、市川紗椰、相葉雅紀、木下隆行、相撲協会委員（元大飛）…大山進                                 |                                                                                      |
| 83        | 5月16日  | 埼玉はダサくないSP                                        | 澤部佑、宮崎美子                           | ビビる大木、田中みな実、岩井勇気                                                                      |                                                                                      |
| 84        | 5月23日  | お金の名前のフシギ                                        | 澤部佑、宮崎美子                           | 竹内力、横澤夏子                                                                                      | 【解説】早稲田大学 教授…鎮目雅人                                                     |
| 85        | 6月6日   | 温泉のおなまえ                                            | 澤部佑、宮崎美子                           | 黒沢かずこ、椿鬼奴                                                                                    | 【解説】明治大学 教授…清水克行                                                       |
| 86        | 6月13日  | 必殺技のおなまえ                                          | 澤部佑、宮崎美子                           | よゐこ、眞鍋かをり、清野茂樹、プロレスラー…百田光雄、百田力、金田一秀穂、飯島敏宏                     |                                                                                      |
| 87        | 6月20日  | 天気のおなまえ                                            | 澤部佑、宮崎美子                           | ココリコ、鈴木亜美                                                                                    | 【解説】森岡浩                                                                       |
| 88        | 6月27日  | 選挙のおなまえ                                            | 澤部佑、宮崎美子                           | 井戸田潤、デーブ・スペクター、鈴木奈々                                                                | 【解説】森岡浩                                                                       |
| 89        | 7月11日  | 松！杉！柳！樹木のつく名字                                | 澤部佑、宮崎美子                           | 杉村太蔵、松嶋尚美                                                                                    | 【解説】森岡浩、明治大学 教授…清水克行、【リポーター】スギちゃん、柳沢慎吾、松村邦洋 |
| 90        | 7月18日  | 鉄道のおなまえ                                            | 澤部佑、宮崎美子                           | 土屋礼央、松井玲奈                                                                                    |                                                                                      |
| 91        | 7月25日  | 「東京2020」1年前！オリンピックのおなまえSP               | 澤部佑、宮崎美子                           | ミッツ・マングローブ、潮田玲子、レッド吉田、鈴木大地、森田淳悟                                        | 【解説】森岡浩                                                                       |
| 92        | 8月29日  | おなまえで茨城の魅力UPスペシャル                          | 澤部佑、宮崎美子                           | いばらき大使…石井竜也、磯山さやか                                                                     | 【解説】森岡浩                                                                       |
| 93        | 9月5日   | 珍地名大特集                                              | 澤部佑、宮崎美子、森岡浩                   | 山瀬まみ、三四郎                                                                                      |                                                                                      |
| 94        | 9月12日  | 激動のラーメンおなまえ物語                                | 澤部佑、宮崎美子                           | 若槻千夏、ロッチ、中野正博                                                                            |                                                                                      |
| [ 注 30 ] | 9月19日  | 鉄道のおなまえ                                            | 澤部佑、宮崎美子                           | 土屋礼央、松井玲奈                                                                                    |                                                                                      |
| 95        | 9月26日  | ウソのようなホントのおなまえ                              | 澤部佑、宮崎美子、佐々木愛、山本コウタロー | 上原りさ、岡田圭右                                                                                    | 【解説】森岡浩                                                                       |
| 96        | 10月10日 | おなまえスター列伝                                        | 澤部佑、宮崎美子、森岡浩                   | 山田五郎、榊原郁恵、加藤和也                                                                          | 【解説】大阪大学文学部准教授…輪島裕介                                                |
| 97        | 10月24日 | 滋賀のおなまえ・スカーレットSP                            | 澤部佑、宮崎美子、森岡浩                   | 宮川大輔、高橋ユウ                                                                                    |                                                                                      |
| 98        | 11月7日  | “腸活”に技あり!?腸のおなまえ                              | 澤部佑、宮崎美子                           | 松本明子、鈴木拓                                                                                      | 【解説】順天堂大学 教授…坂井建雄                                                     |
| 99        | 11月14日 | 京都おなまえ修学旅行                                      | 澤部佑、宮崎美子                           | 岡田圭右                                                                                              | 【解説】明治大学 教授…清水克行                                                       |
| 100       | 11月21日 | おなまえで再発見！ホントの京都                            | 澤部佑、宮崎美子、森岡浩                   | レッド吉田、坂下千里子                                                                                | 【解説】京都先端科学大学 教授…丸田博之                                               |
| 101       | 11月28日 | ストレス社会の原因？単位のお名前                          | 澤部佑、宮崎美子                           | IKKO、ビビる大木                                                                                      | 【解説】大東文化大学 文化部 准教授…山口謠司                                          |
| [ 注 31 ] | 12月5日  | ウソのようなホントのおなまえ                              | 澤部佑、宮崎美子、佐々木愛、山本コウタロー | 上原りさ、岡田圭右                                                                                    | 【解説】森岡浩                                                                       |
| 102       | 12月12日 | ヒットソングのおなまえ                                    | 澤部佑、宮崎美子                           | 湯川れい子、ミッツ・マングローブ、マキタスポーツ、高山一実、ヒャダイン、岡崎体育、ヤバイTシャツ屋さん |                                                                                      |
| 103       | 1月2日   | 日本人のおなまえっ！×みんなで筋肉体操「筋肉のおなまえSP」 | 澤部佑、宮崎美子、向井理、寺尾聰           | 西川貴教、大島優子、陣内智則、若槻千夏、なかやまきんに君                                              | 【解説】近畿大学 生物理工学部 准教授：谷本道哉、姓名研究家：森岡浩                   |
| 104       | 1月9日   | 本 生 が多い謎                                            | 澤部佑、宮崎美子                           | 井森美幸、飯尾和樹                                                                                    | 【解説】流通経済研究所：池田満寿次                                                   |
| [ 注 33 ] | 1月16日  | おなまえの悩み解決SP                                      | 澤部佑、宮崎美子                           | 山田五郎、中川翔子                                                                                    | 【解説】森岡浩                                                                       |
| 105       | 1月23日  | “麒麟がくる”のおなまえ                                    | 澤部佑、宮崎美子、森岡浩                   | 尾美としのり、西村まさ彦、松村邦洋                                                                    | 【解説】森岡浩                                                                       |
| 106       | 1月30日  | ご当地おなまえSP！大阪のおなまえ                          | 澤部佑、宮崎美子                           | 和田アキ子、陣内智則、藤井隆                                                                          | 【解説】森岡浩                                                                       |
| [ 注 34 ] | 2月6日   | 松！杉！柳！樹木のつく名字                                | 澤部佑、宮崎美子                           | 杉村太蔵、松嶋尚美                                                                                    | 【解説】森岡浩、明治大学 教授…清水克行、【リポーター】スギちゃん、柳沢慎吾、松村邦洋 |
| 107       | 2月13日  | 焼き肉で焼きニックネーム                                  | 澤部佑、宮崎美子、森岡浩                   | デーブ・スペクター、濱口優、鈴木奈々                                                                  |                                                                                      |
| 108       | 2月20日  | ややこしい食べ物                                          | 澤部佑、宮崎美子、森岡浩                   | ビビる大木、菊地亜美、マーティ・フリードマン                                                          |                                                                                      |
| 109       | 2月27日  | 健康長寿！山梨のおなまえ                                  | 澤部佑、宮崎美子                           | 武藤敬司、丸山桂里奈                                                                                  | 【解説】森岡浩                                                                       |
| 110       | 3月5日   | 日本のオナマエッて変デスネ                                | 澤部佑、宮崎美子                           | 厚切りジェイソン、ボビー・オロゴン、ナタリー・エモンズ                                                | 【解説】森岡浩                                                                       |
| [ 注 36 ] | 3月12日  | “麒麟がくる”のおなまえ                                    | 澤部佑、宮崎美子、森岡浩                   | 尾美としのり、西村まさ彦、松村邦洋                                                                    |                                                                                      |

### 2020年度
| 回数      | 放送日   | 名前・名字                                                             | 出演者                                     | ゲスト | 備考                                       |
| --------- | -------- | ---------------------------------------------------------------------- | ------------------------------------------ | --- | ------------------------------------------ |
| 111       | 4月2日   | 歌舞伎のおなまえ                                                       | 澤部佑、宮崎美子                           | 加賀まりこ、ラサール石井 |                                            |
| 112       | 4月9日   | 洋食のおなまえSP                                                       | 澤部佑、宮崎美子                           | 井森美幸、井戸田潤 | 【解説】編集プロダクション代表：畑中三応子 |
| 113       | 4月23日  | 連続テレビ小説"エール"SP                                               | 澤部佑、宮崎美子                           | ビビる大木、松井玲奈、森七菜 | 【解説】森岡浩                             |
| 114       | 5月7日   | 目からウロコ！名字のギモン解決SP                                       | 澤部佑、宮崎美子、山田太郎                 | 井上和香、田中みな実、山下真司、八名信夫、三田寛子、六角精児、山田菜々、山田五郎、山田まりや、高田延彦、紅蘭                                                       | 【解説】森岡浩、清水克行                   |
| 115       | 5月14日  | おなまえ検定！レア名字SP                                               | 澤部佑、宮崎美子                           | 斎藤司、銀シャリ、光浦靖子、蛭子能収 | 【解説】森岡浩                             |
| 116       | 5月21日  | 感染症のおなまえ                                                       | 澤部佑、宮崎美子                           | 名越康文、パトリック・ハーラン |                                            |
| 117       | 5月28日  | スゴすぎるレア名字                                                     | 澤部佑、宮崎美子                           | 石田ニコル、カミナリ | 【解説】森岡浩                             |
| [ 注 42 ] | 6月4日   | 名乗りづらい名字                                                       | 澤部佑、宮崎美子、森岡浩                   | IMALU、岡田圭右 |                                            |
| 118       | 6月11日  | みなさまのギモン解決します！                                           | 澤部佑、宮崎美子                           | 紅蘭、高田延彦、辰己琢郎、ノッチ、佐藤友美、山田まりや | 【解説】森岡浩                             |
| 119       | 6月18日  | 名字研究家も初耳！SP                                                   | 澤部佑、宮崎美子                           | アニマル浜口、有村藍里、岡田圭右、萩原次晴、蟹江一平、木村祐一、熊切あさ美、柴田理恵、白鳥久美子、勅使河原郁恵、馬場園梓、大林素子、ミッツ・マングローブ、中村玉緒 | 【解説】森岡浩                             |
| [ 注 31 ] | 6月25日  | ウソのようなホントのおなまえ                                           | 澤部佑、宮崎美子、佐々木愛、山本コウタロー | 上原りさ、岡田圭右 | 【解説】森岡浩                             |
| 120       | 7月2日   | ウソのようなホントのおなまえ2                                          | 澤部佑、宮崎美子、森岡浩                   | 大久保佳代子、岡田圭右 |                                            |
| 121       | 7月16日  | 番組の原点 振り返りSP（2016年8月25日に放送されたパイロット版の再構成） | 森岡浩、笹原宏之                           | パパイヤ鈴木、ウド鈴木、鈴木福、鈴木奈々、劇団ひとり、ハリー杉山                                                                                                   |                                            |
| 122       | 7月30日  | スゴすぎるレア名字2                                                    | 澤部佑、宮崎美子、森岡浩                   | トリンドル玲奈 |                                            |
| 123       | 8月6日   | 妖怪のおなまえ                                                         | 澤部佑、宮崎美子                           | 荒俣宏、中川翔子 |                                            |
| 124       | 9月3日   | 佐藤vs.鈴木～名字頂上決戦                                              | 澤部佑、宮崎美子、森岡浩                   | 佐藤仁美、鈴木福 |                                            |
| 125       | 9月10日  | ウルッとくる地名                                                       | 澤部佑、宮崎美子、森岡浩                   | 光浦靖子 |                                            |
| 126       | 9月17日  | 珠玉の人名エピソード傑作選                                             | 澤部佑、宮崎美子、森岡浩                   | |                                            |
| 127       | 9月24日  | ヒット曲を生んだ曲名！真相告白SP                                       | 澤部佑、宮崎美子、森岡浩                   | ミッツ・マングローブ、椿鬼奴、糸井重里、カルロス・トシキ、みなみらんぼう、売野雅勇                                                                                 |                                            |
| 128       | 10月1日  | MCロケスペシャル                                                       | 澤部佑、宮崎美子、森岡浩                   | 鈴木奈々、斉藤慶子、斎藤司、藤原喜明、加藤諒、内藤大助、目黒祐樹、青木さやか、白鳥久美子、光浦靖子、鰻和弘（銀シャリ）、蛭子能収                                   |                                            |
| 129       | 10月8日  | 筋肉のおなまえ 特別編                                                  | 澤部佑、宮崎美子、森岡浩                   | |                                            |
| 130       | 10月15日 | 大好評！○○すぎるレア名字3                                              | 澤部佑、宮崎美子、森岡浩                   | 山之内すず |                                            |
| 131       | 10月22日 | 面白さがこみ上げる！ジワる名字                                         | 澤部佑、宮崎美子、森岡浩                   | 劇団ひとり |                                            |
| 132       | 10月29日 | 全国珍名祭り 謎解きSP                                                  | 澤部佑、宮崎美子、森岡浩                   | 舞の海秀平、井森美幸 |                                            |
| 133       | 11月5日  | あなたはエラい！表彰したい名字                                         | 澤部佑、宮崎美子、森岡浩                   | 柳沢慎吾、高橋真麻 |                                            |
| 134       | 11月12日 | あなたは答えられる？外国人のギモン2（2020年3月5日の続編）              | 澤部佑、宮崎美子、森岡浩                   | サヘル・ローズ、デーブ・スペクター |                                            |
| 135       | 11月19日 | 名字界のガラパゴス！宮崎のナゾ                                         | 澤部佑、宮崎美子、森岡浩                   | 斉藤慶子 |                                            |
| 136       | 11月26日 | スター★レア名字名鑑                                                    | 澤部佑、宮崎美子、森岡浩                   | 笑福亭笑瓶、山之内すず、トム・ブラウン |                                            |
| 137       | 12月3日  | 大人気！○○すぎるレア名字4                                              | 澤部佑、宮崎美子、森岡浩                   | 阿佐ヶ谷姉妹、富田望生 |                                            |
| 138       | 12月10日 | “超・難読”名字クイズSP                                                 | 澤部佑、宮崎美子、森岡浩                   | |                                            |
| 139       | 1月7日   | 麒麟がくる もうすぐ本能寺の変SP                                        | 澤部佑、宮崎美子、森岡浩                   | 滝藤賢一、門脇麦 |                                            |
| 140       | 1月14日  | イジられ名字が逆転！倍返しSP                                           | 澤部佑、宮崎美子、森岡浩                   | 馬場園梓、白鳥久美子 |                                            |
| 141       | 1月21日  | ワケあって改名！ヒット曲の真相直撃SP                                   | 澤部佑、宮崎美子                           | 久米小百合、ミッツ・マングローブ、友近 |                                            |
| 142       | 1月28日  | 田中VS.山本～名字頂上決戦2～                                           | 澤部佑、宮崎美子、森岡浩                   | 伊集院光、山本高広 |                                            |
| 143       | 2月4日   | ISSAも初耳！沖縄謎解き旅                                               | 澤部佑、宮崎美子                           | 具志堅用高 | 【リポーター】ISSA                         |
| 144       | 2月18日  | 大久保＆赤木 三陸鉄道ナゾ解き旅                                        | 澤部佑、宮崎美子                           | 光浦靖子 | 【リポーター】大久保佳代子                 |
| 145       | 2月25日  | まさかの!?おなまえミステリー                                           | 澤部佑、宮崎美子                           | 椿鬼奴、りんごちゃん |                                            |
| 146       | 3月4日   | 知らずに赤面!?おなまえ上京物語                                         | 澤部佑、宮崎美子                           | カミナリ |                                            |

### 2021年度
| 回数      | 放送日   | 名前・名字                                                  | 出演者                                               | ゲスト                                                           | 備考                                                |
| --------- | -------- | ----------------------------------------------------------- | ---------------------------------------------------- | ---------------------------------------------------------------- | --------------------------------------------------- |
| 147       | 4月1日   | 【スター★レア名字名鑑2】円楽・モト冬樹・あばれる君の本名    | 宮崎美子、澤部佑、三遊亭円楽、にゃんこスター         | モト冬樹、あばれる君                                             | 【解説】森岡浩                                      |
| 148       | 4月8日   | 鬼を滅する刀ネームも登場!?【世にも奇妙なマッチング名字】    | 宮崎美子、澤部佑                                     | 岡田圭右、松嶋尚美                                               | 【解説】森岡浩                                      |
| 149       | 4月15日  | 映画タイトル！大ヒットの法則                                | 宮崎美子                                             | 関根勤、片桐はいり、澤部佑                                       |                                                     |
| 150       | 4月22日  | 古舘さん！大変ですよ 秘蔵映像だらけのおなまえ事件簿         | 宮崎美子                                             | 伊集院光、峯岸みなみ、澤部佑                                     | 【解説】森岡浩                                      |
| 151       | 5月6日   | ヒット曲の真相直撃SP・第4弾！                               | 宮崎美子、澤部佑、谷村新司、酒井政利、小椋佳         | 小林幸子、ミッツ・マングローブ                                   | 【解説】森岡浩                                      |
| 152       | 5月13日  | 【外国人のギモン解決3～スーパー編～】あなたは答えられる？   | 宮崎美子、澤部佑                                     | デーブ・スペクター、ナタリー・エモンズ                           | 【解説】森岡浩                                      |
| 153       | 5月20日  | 【同姓同名さんいらっしゃ～い！】高倉健・石原裕次郎が登場!?  | 宮崎美子、澤部佑                                     | 土田晃之、増田明美                                               | 【解説】森岡浩                                      |
| 154       | 5月27日  | 貧乏山・面白山・野口五郎岳!?【珍名山ベストテン】            | 宮崎美子、澤部佑                                     | 野口五郎、西村瑞樹                                               | 【解説】大武美緒子（山岳ライター）                  |
| 155       | 6月3日   | 【おなまえミステリー2】地名の一戸～九戸 四戸だけがない！    | 宮崎美子、澤部佑                                     | 篠井英介、りんごちゃん                                           | 【解説】森岡浩                                      |
| 156       | 6月10日  | 徹底取材で判明！【東西分断！名字のワケメSP】                | 宮崎美子、澤部佑                                     | 川合俊一、柴田理恵                                               | 【解説】森岡浩                                      |
| 157       | 6月24日  | 青天を衝け ビビる大木がビビるSP！                           | 宮崎美子、澤部佑                                     | 高良健吾、藤野涼子                                               | 【解説】森岡浩、【リポーター】ビビる大木            |
| 158       | 7月1日   | 職業と名前が奇跡のコラボ！【ウソのようなホントのおなまえ3】 | 宮崎美子、澤部佑                                     | ビビる大木、森泉                                                 | 【解説】森岡浩                                      |
| 159       | 7月15日  | “おかえりモネ”コラボスペシャル                              | 宮崎美子、澤部佑                                     | 清原果耶、浜野謙太、大島蓉子                                     |                                                     |
| 160       | 9月16日  | ゴリけんが行く！福岡ナゾ解き旅                              | 宮崎美子、澤部佑                                     | カンニング竹山、潮田玲子                                         | 【リポーター】ゴリけん・野口葵衣（NHKアナウンサー） |
| 161       | 9月30日  | ヒット曲の真相 第5弾！「生みの親」衝撃告白SP                | 宮崎美子、澤部佑、もんたよしのり、藤巻亮太、売野雅勇 | 荻野目洋子、ミッツ・マングローブ                                 | 【解説】森岡浩                                      |
| 162       | 10月7日  | なぜ同じ名前が!?謎のドッペルゲンガーおなまえ                | 宮崎美子、澤部佑                                     | 大友康平、りんごちゃん                                           | 【解説】森岡浩                                      |
| 163       | 10月21日 | 吉田沙保里も初耳！三重の底力まるミエSP                      | 宮崎美子、澤部佑                                     | 吉田沙保里、足立梨花                                             | 【解説】森岡浩                                      |
| 164       | 10月28日 | 古舘伊知郎 青春おなまえナゾ解き旅                           | 宮崎美子、澤部佑                                     | 長嶋一茂                                                         | 【解説】森岡浩                                      |
| 165       | 11月4日  | 緊急蔵出し 乃木坂46櫻坂46日向坂46が出演！【坂道のおなまえ】 | 宮崎美子、澤部佑                                     | 秋元真夏（乃木坂46）、田村保乃（櫻坂46）、佐々木久美（日向坂46） | 【解説】森岡浩                                      |
| 166       | 11月11日 | “カムカムエヴリバディ”の舞台 岡山ナゾ解き旅                 | 宮崎美子、澤部佑                                     | 甲本雅裕、西田尚美                                               | 【解説】森岡浩                                      |
| 167       | 11月18日 | どうしてこの名前に!?【ややこしい地名SP】                    | 宮崎美子、澤部佑                                     | 伊集院光、手島優                                                 | 【解説】森岡浩                                      |
| 168       | 11月25日 | 古舘さん！大変ですよ 秘蔵映像だらけのおなまえ事件簿2        | 宮崎美子、澤部佑                                     | 関根勤、関根麻里                                                 | 【解説】森岡浩                                      |
| 169       | 12月2日  | 【同姓同名さんいらっしゃ〜い！】個性派スター大集合SP        | 宮崎美子、澤部佑                                     | 土田晃之                                                         | 【解説】森岡浩                                      |
| 170       | 12月9日  | こじるり＆山里も初耳！千葉の底力ナゾ解き旅                  | 宮崎美子、澤部佑                                     | 小島瑠璃子、山里亮太                                             | 【解説】森岡浩                                      |
| 171       | 12月16日 | 珍名馬！難読馬！ビックリ競走馬ネームSP                      | 宮崎美子、澤部佑                                     | 杉本清、優木まおみ                                               | 【解説】森岡浩                                      |
| 172       | 1月6日   | 美子と勝負だ！熊本ナゾ解き旅                                | 宮崎美子、澤部佑                                     | コロッケ、吉住                                                   | 【解説】森岡浩                                      |
| 173       | 1月13日  | ヒット曲の真相直撃SP・第6弾 生みの親が激白！                | 宮崎美子、澤部佑、ウルフルズ、立川俊之、酒井政利     | ジュディ・オング、ミッツ・マングローブ、椿鬼奴                   | 【解説】森岡浩                                      |
| 174       | 1月20日  | 外国人のギモン！答えられなきゃ“赤っ恥”クイズ                | 宮崎美子、澤部佑                                     |                                                                  | 【解説】森岡浩                                      |
| 175       | 1月27日  | 【山本耕史＆中川大志も初耳！】「鎌倉殿の13人」SP            | 宮崎美子、澤部佑、中川大志                           | 山本耕史                                                         | 【解説】森岡浩                                      |
| 176       | 2月24日  | 名字研究家厳選！おなまえランキングBEST10                    | 宮崎美子、澤部佑                                     |                                                                  | 【解説】森岡浩                                      |
| 177       | 3月5日   | 血吸川・死人沢・神隠【まさかの!?おなまえミステリー3】       | 宮崎美子、澤部佑                                     | ふかわりょう、りんごちゃん                                       | 【解説】森岡浩                                      |
| 178       | 3月10日  | 【地方出身者のギモン！東京のおなまえ2】歌舞伎町水道橋日暮里 | 宮崎美子、澤部佑                                     | 井上咲楽、石井亮次                                               | 【解説】森岡浩                                      |
| 179       | 3月17日  | おなまえってすばらしいSP（最終回）                          | 宮崎美子、澤部佑                                     |                                                                  | 【解説】森岡浩                                      |
| [ 注 53 ] | 3月26日  | 大久保＆赤木 三陸鉄道ナゾ解き旅                             | 宮崎美子、澤部佑                                     | 光浦靖子                                                         | 【リポーター】大久保佳代子                          |

## 関連商品

### 書籍
- 『日本人のおなまえっ!1』NHK「日本人のおなまえっ!」制作班 編・森岡浩 監修、集英社インターナショナル、2017年9月。番組内容をもとにした書籍第1集。取材後記や監修者・森岡のコラムが加筆されている[56]。
- 『日本人のおなまえっ!2』NHK「日本人のおなまえっ！」制作班 編・森岡浩 監修、集英社インターナショナル、2018年2月。
- 『日本がわかる名字の謎』NHK番組制作班 編・森岡浩 監修、集英社インターナショナル、2019年2月。